# Apoptygma Berzerk
Apoptygma Berzerk (/əˈpɒptɪɡmə/; обычно сокращенно APB или APOP) — норвежский музыкальный коллектив, добившиеся успеха исполнением музыки в направлении синти-поп и фьючепоп, позднее переключившись на альтернативный рок.

## История
Основным идеологом группы является Стефан Грот. Он родился в 1971 году в городе Оденсе (Дания). Его отец Ян Грот играл в популярной в 1960-х годах группе «Aunt Mary», а его мать Лизе Грот была диджеем. В 1986 году семья Стефана переехала в Норвегию и тремя годами позже вместе с Джоном Эриком Мартинсеном Стефан сформировал группу «Apoptygma Berzerk».
Первой записью группы было демо «Victims of Mutilation», выпущенной в количестве 500 экземпляров и полностью распроданной. Первым лейблом, откликнувшимся на демо группы, был «Tatra Records», с которым и был заключён контракт. Вскоре группу покинул сооснователь Джон Эрик Мартинсен и Стефан Грот остался один. В 1991 году лейбл «Tatra Records» выбрал с первой демо-кассеты трек «Ashes To Ashes» и выпустил одноимённый виниловый сингл ограниченным тиражом в 500 копий.
В 1992 году три композиции группы попали на норвежскую компиляцию «Sex, Drugs & EBM» и одна из них, «Burning Heretic», стала танцевальным хитом. Вскоре статус «танцевальный хит» приобрела ещё одна композиция «Spiritual Reality». После этого вышел EP «The 2nd Manifesto».
В преддверии дебютного альбома был выпущен сингл «Bitch», а за ним и сам альбом «Soli Deo Gloria» в 1994 году. Затем вышел ещё один сингл и первое видео на композицию «Deep Red». В это же время Стефан выпустил на своём лейбле «Space Echo» синглы своих сторонних проектов «ТВ — Moonchild» и «H2O».
Вскоре последовал выпуск сингла «Non-Stop Violence», текст которого написан на основе эмоций от борьбы Стефана с властями, которые несколько раз вызывали его в суд из-за того, что Стефан категорически отказывался служить в армии. Результатом этих конфликтов явилась альтернативная гражданская служба. Но прежде «Apoptygma Berzerk» выпустили второй полноформатный альбом «7», они выступили на фестивале «Zillo» и отправились в турне по Германии с «Cobalt 60».
В 1997 году вышел один из самых известных синглов «Mourn», одноимённая композиция которого покорила многие танцевальные площадки. Лето 1998 года ознаменовалось туром по Европе «Apoptygma Berzerk Europe tour 1998». В то же время американский лейбл «Metropolis Records» издал сборник «The Apocalyptic Manifesto». В 1999 году вышел ограниченным тиражом в 10000 копий релиз «APBL 98», который включал медиа-диск, содержащий фильм о турне, записи интервью и несколько видеоклипов. 11 августа того же года на лейбле «Tatra Records» вышел сингл «Eclipse».
12 октября 2007 года все старые альбомы (кроме «APBL98») группы были переизданы. 10 августа 2009 года, в день рождения певца Стефана Грота, несколько участников группы объявили, что расстаются с «Apoptygma Berzerk» по личным причинам. По официальной информации, расставание было мирным.

## Текущий состав
- Стефан Грот — вокал, гитара, семплы (1989 — настоящее время)
- Тед Скогманн — ударные, дополнительная гитара (1999—2002, 2011 — настоящее время)
- Йонас Грот — клавишные, постановка (2009 — настоящее время)
- Аудун Стенгель — гитара (2002—2009, 2013 — настоящее время)[5]

## Дискография

### Демозаписи
- Victims Of Mutilation (Кассета) (1990) Slusk Records.

### Полноформатные альбомы и EP
- Ashes To Ashes [12"] (1991)
- The 2nd Manifesto [EP] (1992)
- Soli Deo Gloria (альбом) (1993)
- 7 (1996)
- Mourn [EP] (1997)
- The Apopcalyptic Manifesto (1998)
- Welcome to Earth (2000)
- Harmonizer (2002)
- 7 (Remastered) (2002)
- Soli Deo Gloria (альбом) (Remastered) (2002)
- The Singles Collection (2003)
- Unicorn [EP] (2004)
- You and Me Against the World (2005)
- Black EP (2006)
- Sonic Diary (2006)
- Soli Deo Gloria (альбом) (Deluxe Edition) (2007)
- 7 (Deluxe Edition) (2007)
- The Singles Collection (Deluxe Edition) (2007)
- Welcome to Earth (Deluxe Edition) (2007)
- Harmonizer (Deluxe Edition) (2007)
- Unicorn & The Harmonizer DVD (Deluxe Edition) (2007)
- Rocket Science (2009)
- Exit Popularity Contest (2016)
- SDGXXV (2019)

### Концертные записи
- APBL98 (1999)
- APBL2000 (2001)
- APBL2000 (Deluxe Edition) (2007)

### Сборники
- Faceless Fear (B-Sides & Rarities) (2020)
- Disarm (B-Sides & Rarities) (2020)
- Black Pawn (B-Sides & Rarities) (2022)

### Синглы
- Ashes to Ashes 12" (1991)
- Bitch (1993)
- Deep Red (1994)
- Non Stop Violence (1995)
- Paranoia (1998)
- Eclipse (1999)
- Kathy’s Song (2000)
- Kathy’s Song 12" I. (2000)
- Kathy’s Song 12" II. (2000)
- Until the End of the World I. (2002)
- Until the End of the World II. (2002)
- Until the End of the World Vinyl (2002)
- Suffer in Silence (2002)
- Suffer in Silence Trance Remixes (2002)
- Suffer in Silence 12" (2002)
- In This Together (2005)
- Shine On (2006)
- Love to Blame (2006)
- Cambodia (2006)
- Apollo (Live On Your TV) (2008)
- Green Queen (2009)
- Major Tom EP (2013)
- Stop Feeding the Beast (2014)
- Videodrome (2015)
- Xenogenesis (2016)
- SDGXXV EP (2018)
- SDGXXV EPII (2019)
- Deep Red (2019)
- Nein Danke! (2019)

### DVD и VHS
- APBL2000 (2001)
- The Harmonizer DVD (2004)
- Rocket Science DVD (2009)